# Abujardadora
Una abujardadora es una máquina que permite obtener un acabado denominado abujardado en materiales como la piedra natural. Las fábricas de transformación de piedra natural tradicionalmente cuentan con varios procesos de tratamiento superficial de la materia prima, una vez transformado el bloque inicial en tableros de distintos espesores. Una vez que se decide la aplicación que se le va a dar, se procede a transformar la piedra. Así, al decidir qué acabado se debe aplicar desempeñan un papel primordial el tipo de piedra, el uso y la ubicación. 

## Usos
Las posibilidades son: serrado, pulido, apomazado, flameado, abujardado, arenado y granallado, entre otras.
En la actualidad se utilizan máquinas automáticas que utilizan martillos neumáticos, que a su vez golpean sobre la superficie mediante bujardas. También existen otro tipo de máquinas con rodillos rotativos de abujardado, normalmente empleadas en el tratamiento de mármoles, areniscas y granitos blandos. 

## Aplicaciones
La aplicación más extendida y valorada por su aspecto final sigue siendo el abujardado clásico, mediante el golpeo de bujardas.
A la hora de aplicar este proceso sobre una línea de trabajo lo que se necesita es una cantidad variable de martillos con bujardas para obtener una capacidad de producción importante. El principal problema del abujardado reside en que el área útil de trabajo debe comprenderse dentro del rectángulo regular que se pueda obtener dentro del tablero que hay que tratar.
Con la aplicación de un sistema de escaneado de tableros, previo al contorno y espesor del material que hay que tratar, se pretende dar solución a este problema. No discrimina el área útil de trabajo, sino que se controla tanto el espesor, como la superficie total del tablero, independientemente de las irregularidades que presente en su contorno, por muy variables que éstas sean y se aplica un perímetro de seguridad en todo su contorno de trabajo, variable y parametrizable.
Además de estas ventajas, hay que destacar que con el nuevo sistema se pretende un aumento importante en la producción de las líneas de trabajo, un aumento en la fluidez y control de las maniobras y una reducción de tiempos de ciclo, así como un mayor aprovechamiento de la superficie útil tratada por unidad de tablero.